# Đình Nghĩ
Đình Nghĩ, tên khai sinh là Nguyễn Đình Nghĩ, sinh năm 1958 tại Thừa Thiên Huế, là nhạc sĩ Việt Nam, được tặng Giải thưởng Nhà nước về Văn học Nghệ thuật năm 2022.

## Tiểu sử
Đình Nghĩ, tên khai sinh là Nguyễn Đình Nghĩ, sinh ngày 15 tháng 8 năm 1958, quê ở thành phố Huế, tỉnh Thừa Thiên - Huế. Ở tuổi lên 8, Đình Nghĩ đã được học nhã nhạc cung đình, chơi một số nhạc cụ như nhị, sáo, kèn... và những bộ gõ khác trong dàn nhạc bát âm.
Năm 1976, Đình Nghĩ được lựa chọn cử đi học Trường Âm nhạc Việt Nam, nay là Học viện Âm nhạc Quốc gia. Tốt nghiệp vào năm 1980, anh vào tỉnh Lâm Đồng và công tác tại Phòng Văn nghệ, Ty Văn hóa - Thông tin, làm nhiệm vụ sưu tầm nghiên cứu, sáng tác văn nghệ dân gian.
Từ năm 1985, Đình Nghĩ chuyển qua Đoàn Ca múa nhạc dân tộc tỉnh Lâm Đồng, với cương vị Trưởng đoàn kiêm chỉ đạo nghệ thuật.
Ông là một trong những hội viên sáng lập Hội Văn học Nghệ thuật tỉnh Lâm Đồng và đã nghỉ hưu vào năm 2018.

## Sự nghiệp
Đình Nghĩ có nhiều thành công và đóng góp cho tỉnh Lâm Đồng trên nhiều lĩnh vực: sáng tác âm nhạc; chỉ đạo nghệ thuật; xây dựng các chương trình tham gia liên hoan nghệ thuật; dàn dựng các chương trình nghệ thuật cho các cơ quan, đơn vị...
Với hơn 40 năm công tác, Đình Nghĩ đã viết hơn 300 tác phẩm âm nhạc. Từ năm 2005 đến nay, Đình Nghĩ liên tiếp đạt nhiều giải thưởng âm nhạc quốc gia hàng năm. Đa số các tác phẩm của ông đều viết về thành phố Đà Lạt và tình yêu quê hương đất nước.
Nhiều tác phẩm của ông đã được công chúng đón nhận, như: ''Ngàn năm mây trắng'', ''Phố đào nguyên'', ''Con đường tình phiêu du'', ''Say trăng'', ''Mùa thu trong mưa'', ''Ru tình Đà Lạt'', ''Khoảng trời hoa nắng'', ''Ầu ơ Tiếng Việt'', ''Kể chuyện dòng suối'', ''Cô gái Đariam'', ''Ầu ơi tiếng Việt'', ''Nu mê nu lơi'', ''Ngàn năm mây trắng'', ''Đà Lạt nhịp thời gian'', ''Say trăng'', ''Ồ kìa! Suối thác mùa Xuân'', ''Điệu ru mặt trời''... Ông viết về mẹ, về những người phụ nữ: ''Lặng nhìn mây trắng'', ''Bóng chiều'', ''Lời ru'', ''Lặng trầm bến sông'', ''Hoa LangBiang'', ...  Những ký ức một thời nơi quê nhà: ''Bông bí vàng ngày hạ'', ''Hương chiều'', trong đó ca khúc "Tình lãng du" được xem như là tình ca của Đà Lạt. Chùm ca khúc chọn lọc có mặt trong Album ''Trở về đồi cỏ cháy'' có: "Mùa vàng rực nắng", "Lạc vào mái phố", "Mùa hoa lại về", "Lặng thầm", "Em gọi anh", "Ru xa", "Phía vườn hoang dại", "Trở về đồi cỏ cháy"... có sự đan xen của nhiều chất liệu âm nhạc khác nhau.
Ngoài ra, ông còn sáng tác khí nhạc, hòa tấu nhạc cụ dân tộc như: ''Đồng dao ngày mùa'', ''Suối Tía'', ''Đỉnh ngàn sao''... Thành công nổi bật và cũng là đặc trưng trong sáng tác âm nhạc của Đình Nghĩ là anh sử dụng phối hợp chất liệu dân gian Tây Nguyên của các dân tộc thiểu số Kơ Ho, Mạ, với âm nhạc Huế.
Với vai trò là Trưởng đoàn, chỉ đạo nghệ thuật của Đoàn Ca múa nhạc dân tộc tỉnh Lâm Đồng, Đình Nghĩ đã xây dựng rất nhiều chương trình phục vụ các sự kiện chính trị - xã hội của đất nước và của địa phương. Đình Nghĩ còn xây dựng các chương trình cho Đoàn tham gia liên hoan ca múa nhạc vùng biên giới, nơi biển đảo và các tỉnh, thành phố trong khu vực và toàn quốc, và đã giành nhiều giải thưởng là huy chương vàng, huy chương bạc.
Ông còn góp công đào tạo nhiều ca sĩ vốn là thành viên Đoàn Ca múa nhạc dân tộc tỉnh Lâm Đồng thành danh ở các thành phố lớn. Có thể kể đến: Nguyên Thảo, Dũng Đà Lạt, Ka Thiếu, Cil K'Rao...
Đình Nghĩ đã in tuyển tập và Album cùng tên Hoa lang biang (Sở Văn hóa - Thông tin tỉnh Lâm Đồng xuất bản); đã phát hành 2 album là "Lời ru trong mưa" (Album Vol 1 - 2000) và "Trở về đồi cỏ cháy" (Album Vol 2 - 2010). .
Đình Nghĩ là nghệ sĩ đầu tiên của tỉnh Lâm Đồng được Nhà nước trao tặng danh hiệu Nghệ sĩ ưu tú vào năm 2019, và là nhạc sĩ đầu tiên của tỉnh Lâm Đồng được tặng Giải thưởng Nhà nước về Văn học Nghệ thuật vào năm 2022 với các ca khúc: "Hoa Lang Bian", "Trở về đồi cỏ cháy", "Điệu ru mặt trời".

## Tác phẩm chính

### Ca khúc
- ''Ngàn năm mây trắng'',
- ''Phố đào nguyên'',
- ''Con đường tình phiêu du'',
- ''Say trăng'',
- ''Mùa thu trong mưa'',
- ''Ru tình Đà Lạt'',
- ''Khoảng trời hoa nắng'',
- ''Ầu ơ Tiếng Việt'',
- ''Kể chuyện dòng suối'',
- ''Cô gái Đariam'',
- ''Hoa LangBiang'',
- ''Ầu ơi tiếng Việt'',
- ''Nu mê nu lơi'',
- ''Ngàn năm mây trắng'',
- ''Đà Lạt nhịp thời gian'',
- ''Say trăng'',
- ''Ồ kìa! Suối thác mùa Xuân'',
- ''Điệu ru mặt trời''
- ''Lặng nhìn mây trắng'',
- ''Bóng chiều'',
- ''Lời ru'',
- ''Bông bí vàng ngày hạ'',
- ''Hương chiều''
- "Tình lãng du"
- "Lạc vào mái phố",
- "Mùa hoa lại về",
- "Lặng thầm",
- "Em gọi anh",
- "Ru xa",
- "Phía vườn hoang dại",
- "Trở về đồi cỏ cháy",
- "Lặng trầm bến sông"
- "Mùa vàng rực nắng"...

### Album
- Lời ru trong mưa (Album Vol 1 - 2000)
- Trở về đồi cỏ cháy (Album Vol 2 - 2010)

### Tuyển tập
- Hoa lang biang (Tuyển tập và Album)

## Vinh danh
- Nghệ sĩ ưu tú (2019)
- Giải thưởng Nhà nước về Văn học Nghệ thuật (2022)

### Giải thưởng âm nhạc
- Giải Khuyến khích về ca khúc của Hội Nhạc sĩ Việt Nam năm 1996[1]
- Giải nhì của Hội Nhạc sĩ Việt Nam năm 2007[5]
- Tác phẩm xuất sắc trong Cuộc vận động sáng tác âm nhạc về đề tài Công an nhân dân giai đoạn 2011-2015[8]
- Giải A Giải thưởng Âm nhạc Việt Nam năm 2022[9]